# Triaspis mooreana
Triaspis mooreana là một loài thực vật có hoa trong họ Malpighiaceae. Loài này được Exell & Mendonça miêu tả khoa học đầu tiên năm 1939.